# معماری پالادیویی

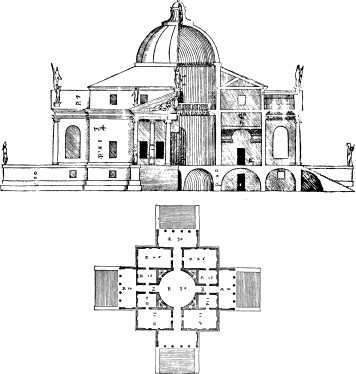
برش‌های عمودی و افقی ویلا روتوندا که توسط پالادیو طراحی شد. بعدتر خصوصیات و اجزای این ویلا در بسیاری از ساختمان‌های به سبک معماری پالادیویی مورد استفاده قرار گرفت.

معماری پالادیویی (به انگلیسی: Palladian architecture) یکی از سبک‌های معماری در اروپا است که از طراحی‌های معمار ایتالیایی، آندره پالادیو الهام گرفته شده‌است. معماری پالادیان دارای عناصر معماری کلاسیک یونانی و رومی است. بارزترین خصوصیت معماری پالادیویی، علاوه بر استفاده از عناصر حجمی و فیزیکی معماری کلاسیک، تقارن و حجم‌نمایی آن است. از سده هفدهم میلادی، برداشت پالادیو از معماری کلاسیک به عنوان سبکی خاص مطرح شد و تا پایان قرن هجدهم رو به تکامل و گسترش نهاد.

## نگارخانه

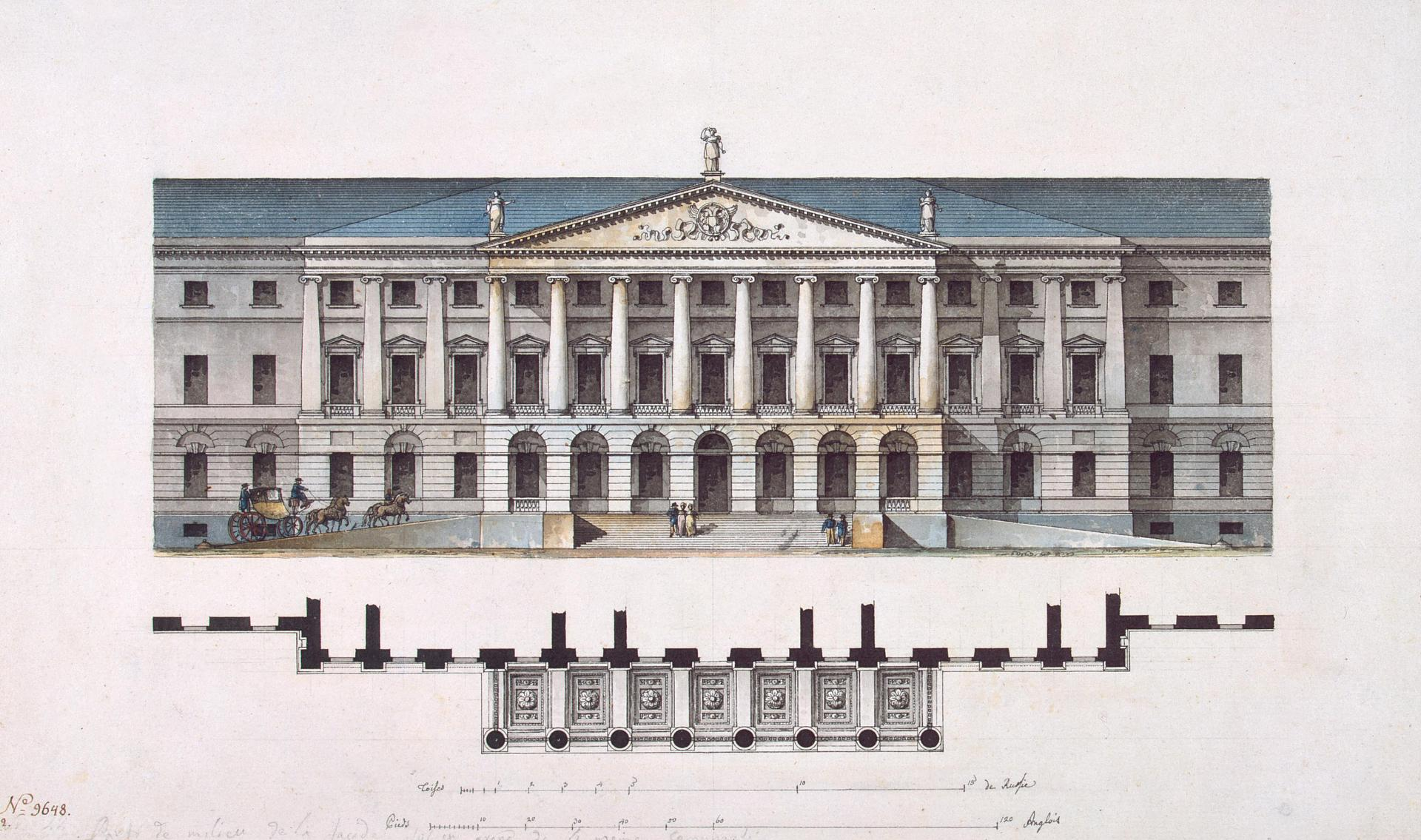
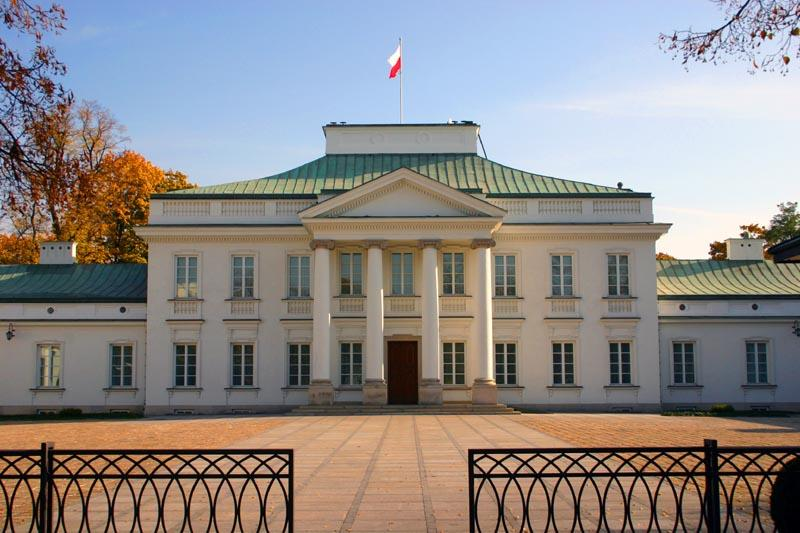